# Lest We Forget: The Best Of
«Lest We Forget: The Best Of» — сборник песен американской рок-группы Marilyn Manson, собравший лучшие композиции за 10 лет с 1994 по 2004 годы. Выпущен 28 сентября 2004 года на лейбле Interscope Records. Сборник включает кавер песни «Personal Jesus» группы Depeche Mode и «Sweet Dreams» группы Eurythmics. Был распродан тиражом более 3 миллионов экземпляров.

## Список композиций
| №   | Название                          | Длительность |
| --- | --------------------------------- | ------------ |
| 1.  | «The Love Song»                   | 3:05         |
| 2.  | «Personal Jesus»                  | 4:06         |
| 3.  | «mOBSCENE»                        | 3:26         |
| 4.  | «The Fight Song»                  | 2:57         |
| 5.  | «Tainted Love»                    | 3:20         |
| 6.  | «The Dope Show»                   | 3:40         |
| 7.  | «This Is the New Shit»            | 4:20         |
| 8.  | «Disposable Teens»                | 3:04         |
| 9.  | «Sweet Dreams (Are Made of This)» | 4:51         |
| 10. | «Lunchbox»                        | 4:35         |
| 11. | «Tourniquet»                      | 4:44         |
| 12. | «Rock Is Dead»                    | 3:09         |
| 13. | «Get Your Gunn»                   | 3:18         |
| 14. | «The Nobodies»                    | 3:35         |
| 15. | «Long Hard Road out of Hell»      | 4:21         |
| 16. | «The Beautiful People»            | 3:42         |
| 17. | «The Reflecting God»              | 5:36         |

### Бонус диск
| №   | Название                    | Длительность |
| --- | --------------------------- | ------------ |
| 18. | «(s)AINT»                   | 3:45         |
| 19. | «Irresponsible Hate Anthem» | 4:17         |
| 20. | «Coma White»                | 5:40         |

## Японский бонус-диск
1. «Next Motherfucker» (Remix) — 4:47
2. «The Not So Beautiful People» — 6:11
3. «The Horrible People» — 5:13
4. «Tourniquet» (Prosthetic Dance Mix Edit) — 4:10
5. «I Don’t Like the Drugs (But the Drugs Like Me)» (Danny Saber Remix) — 5:18
6. «Working Class Hero» — 3:39
7. «The Fight Song» (Slipknot Remix) — 3:50
8. «Mobscene» (Sauerkraut Remix) (Rammstein Mix) — 3:16

## Список композиций DVD
1. «Personal Jesus»*
2. «(s)AINT»**
3. «This Is the New Shit»
4. «Mobscene»
5. «Disposable Teens»
6. «The Fight Song»
7. «The Nobodies»
8. «The Dope Show»
9. «I Don’t Like the Drugs (But the Drugs Like Me)»
10. «Rock Is Dead»
11. «Coma White»
12. «Long Hard Road out of Hell»
13. «The Beautiful People»
14. «Tourniquet»
15. «Man That You Fear»
16. «Cryptorchid»
17. «Sweet Dreams (Are Made of This)»
18. «Dope Hat»
19. «Lunchbox»
20. «Get Your Gunn»

* Не включены в издание в США.
** Видео «(s)AINT» на японском делюксовом издании было бы полностью цензурным, если бы в течение двух секунд не была бы показана вагина.

## Чарты
Альбом
| Год  | Чарт                | Позиция |
| ---- | ------------------- | ------- |
| 2004 | Billboard 200       | 9       |
| 2004 | Top Internet Albums | 9       |

Синглы
| Год  | Сингл            | Чарт                   | Позиция |
| ---- | ---------------- | ---------------------- | ------- |
| 2004 | «Personal Jesus» | Modern Rock Tracks     | 12      |
| 2004 | «Personal Jesus» | Mainstream Rock Tracks | 20      |
| 2004 | «Personal Jesus» | Dance/Club Tracks      | 35      |

## Участники записи
- Мэрилин Мэнсон — вокал, перкуссия, гитара, продюсирование
- Тим Шольд — бас, гитара
- Мадонна Уэйн Гейси (Пого) — клавиши, программирование
- Джинджер Фиш — ударные